# Arnold Masselter
Arnold Masselter (* 11. Mai 1922 in Merchweiler/Saar; † 17. Mai 1984 in Düsseldorf) war ein deutscher Kommunalpolitiker (SPD).

## Leben und Beruf
Arnold Masselter wurde als Bergmannskind geboren. Als Vierjähriger kam er nach Duisburg und besuchte dort die Volksschule. Im April 1937  begann er eine Lehre als Maschinenschlosser im Eisenwerk Wanheim. Zum Ende seiner Ausbildung war der Krieg ausgebrochen. Von 1940 bis 1945 nahm er als Soldat am Zweiten Weltkrieg teil. Er wurde Kampfflieger und Fluglehrer. Nach Beendigung des Krieges kehrte er im Sommer 1945 in seinen Betrieb zurück, schloss sich 1945 der IG Metall an und trat der SPD bei. Er wurde Vorsitzender der Jungsozialisten im Bezirk Wanheim und leitete 1948 bis 1950 den JUSO-Unterbezirk Duisburg-Wesel. 1948 wählten ihn seine Kollegen bei Rheinstahl Wanheim erstmals in den Betriebsrat. 1949 erhielt er bei seiner Wiederwahl die meisten Stimmen. 1950 wurde Masselter stellvertretender Vorsitzender des Betriebsrates und 1953 Vorsitzender. Dies blieb er bis 1969, immer mit der höchsten Stimmenzahl.

## Partei
Arnold Masselter war seit dem 1. Januar 1947 Mitglied der Sozialdemokratischen Partei Deutschlands - SPD. Am 9. November 1952 wurde er erstmals in den Rat der Stadt Duisburg gewählt. Bei allen folgenden Kommunalwahlen wurde er wiedergewählt, zuletzt am 9. November 1969. 1954 wählte die Stadtratsfraktion der SPD ihn zum stellvertretenden Vorsitzenden. Seit August 1958 bis zum November 1969 war er Fraktionsvorsitzender der SPD im Rat der Stadt Duisburg.

## Abgeordneter
Masselter war von 1952 bis 1974 Ratsmitglied der Stadt Duisburg. Er gehörte von 1955 bis 1974 der Landschaftsversammlung Rheinland an, die er ab 1970 als Nachfolger des Kölner Oberbürgermeisters und politischen Urgesteins Theo Burauen als Vorsitzender leitete. Von 1958 bis 1970 war er Mitglied des nordrhein-westfälischen Landtages.

## Öffentliche Ämter
Einstimmig wurde Arnold Masselter zum Kandidaten für die Wahl des Oberbürgermeisters  bestimmt und einstimmig wurde er am 1. Dezember 1969 zum Oberbürgermeister der Stadt Duisburg gewählt. Er übte dieses Amt bis Ende 1974 aus. 
Bei seinem Amtsantritt sprach er sich für ein "gläsernes Rathaus" aus und wollte damit mehr Bürgernähe erreichen. Als Oberbürgermeister nahm er nicht nur seine repräsentativen Pflichten wahr, sondern leistete in einer Reihe von Ausschüssen und Aufsichtsräten politische Kleinarbeit, beispielsweise als Vorsitzender des Sportausschusses. Untrennbar mit seinem Namen verbunden sind die Planungen im Erholungs- und Freizeitbereich. Die Anlage der 6-Seen-Platte im Duisburger Süden ist ebenso sein Werk wie die Schaffung zahlreicher Sporteinrichtungen und die Errichtung der Wanheimer Rheinpromenade.
1974, inzwischen als Kaufmännischer Direktor der Zoo Duisburg AG tätig, gab Arnold Masselter bekannt, dass er nicht mehr für den Rat der Stadt Duisburg kandidieren wolle.

## Quelle
"SPD-Fraktion 1945 - 1983 - Verantwortung für Duisburg", Hrsg.: SPD-Fraktion im Rat der Stadt Duisburg, verantwortlich: Hans Lauer und Knut Schiffer (Texte) 
| Personendaten    | Personendaten                  |
| ---------------- | ------------------------------ |
| NAME             | Masselter, Arnold              |
| KURZBESCHREIBUNG | deutscher Politiker (SPD), MdL |
| GEBURTSDATUM     | 11. Mai 1922                   |
| GEBURTSORT       | Merchweiler                    |
| STERBEDATUM      | 17. Mai 1984                   |
| STERBEORT        | Düsseldorf                     |